# Тукнерарія Лаурера
Тукнерарія Лаурера (Tuckneraria laureri) — вид лишайників родини Пармелієві (Parmeliaceae).

## Поширення
Спорадично поширена у гірських лісах помірної зони Європи та Північної Азії (від Франції до Японії та Тибету). В Україні зустрічається у Карпатах та Прикарпатті у Львівській, Івано-Франківській та Закарпатській областях.

## Опис
Талом середніх розмірів, досягає ширини 10 см, зазвичай менше, лістоватої, невизначеної форми, прикріплений до субстрату в центральній частині, з вільними лопатями, дещо шкірястий або пергаментоподібний. Лопаті 1,5-5 см шириною, глибоко розділені, із заокругленими пазухами, по краях розсічені, кучеряві і з чорними зубчиками. Верхня поверхня солом'яно- або зеленувато-жовта, злегка блискуча, більш-менш гладка, з жовтувато-білими соредієм, що розвиваються у вигляді простої або переривчастої облямівки по краях лопатей. Нижня поверхня світла до світло-коричневої, з рідкісними довгими ризинами і білими псевдоцифеллами. Апотеції утворюються дуже рідко, розташовуються на краях лопатей.

## Умови зростання
Росте на стовбурах і гілках ялини і берези, рідше інших видів дерев в старозавітних змішаних і заболочених ялинових лісах, іноді на залісених болотах. Віддає перевагу місцеперебуванням з підвищеною вологістю повітря і помірним затіненням.

## Охорона
Тукнерарія Лаурера занесена до Червоної книги України зі статусом «Рідкісний». Охороняється в межах Карпатського національного природного парку та Карпатського біосферного заповідника. Крім того занесена до Червоної книги Російської Федерації та місцевих червоних книг (Республіки Комі, Ханти-Мансійського автономного округу, Сахалінської області тощо).